# Angyal István (szabadságharcos)
Angyal István (Magyarbánhegyes, 1928. október 14. – Budapest, 1958. december 1.) az 1956-os forradalom szabadságharcosa, a budapesti Tűzoltó utcai csoport vezetője, a forradalmat követő megtorlás áldozata.
A forradalom egyik legtisztábban idealista és legellentmondásosabb alakja: idealista kommunista volt, aki azonban fellázadt a létező kommunizmus ellen, a kommunista rezsim egy újabb korszakában halálra ítélték, mégis mindhalálig ragaszkodott meggyőződéséhez.
Az 1989–1990 óta az 1956-os forradalom örökségéért folyó "kultúrharc" baloldali résztvevőinek egyik gyakori érve Angyal baloldalisága.

## Élete 1956-ig
Angyal István és Stern Júlia harmadik gyermekeként született Békés vármegyei zsidó kisiparos és kiskereskedő családba, a negyedik polgári után iskoláit származása miatt nem folytathatta. 1944-ben édesanyjával és egyik nővérével az auschwitzi megsemmisítő táborba hurcolták. Nővérét az egész tábor előtt felakasztották, mert szökni próbált, anyja is a lágerben halt meg.
István túlélte a borzalmakat és Magyarországra visszatérve kommunista meggyőződésű lett, ettől az ideológiától várva a faji és osztálykülönbségek megszüntetését, bár a kommunista pártba soha nem lépett be; gondosan tanulmányozta Marx, Engels és Lenin műveit. Megszerezte az érettségit, majd 1947-ben felvételt nyert a budapesti egyetem bölcsészkarára, magyar-történelem szakra, 1949-ben azonban, a Lukács-vita hullámai közepette – miután felszólalt a megtámadott Lukács György mellett – eltanácsolták az egyetemről.
Ezt követően lakatos lett a Budapesti Építőipari Lakatos Vállalatnál. 1951-ben Dunapentelén vasbetonszerelőnek tanult, munkájáért a Sztálin Vasmű építésében több, sztahanovistáknak járó elismerést kapott. Amikor 1953-ban új szellők kezdtek fújni és Nagy Imre először lett miniszterelnök, visszafogták a nehézipar fejlesztési ütemét, Angyal is elvesztette a munkáját. A Közlekedési Építő Vállalat alvállalatához került, 1955-től 1956 októberéig építésvezetőként működött.
A megvalósult kommunista-szocialista rendszerből kiábrándult, ám továbbra is hitt Marx, Engels és Lenin tanaiban és abban, hogy alulról szervezve létrejöhet a „demokratikus”, igazságos társadalom.

## Az 1956-os forradalmi események alatt
Bár munkája másfelé vonta, aktívan részt vett a budapesti fiatal értelmiségi körök életében, irodalmi esteken, a Petőfi Kör ülésein. Barátai voltak többek közt Csongovai Per Olaf filmrendező ("Csolaf") és Gáli József, Eörsi István, Fejes Endre írók. 1956. október 6-án részt vett Rajk László újratemetésén és este a József Attila Színházban Gáli Szabadsághegy című darabjának izzó hangulatú bemutatóján.
Október 23-án Esztergomban volt munkája, de amikor meghallotta, hogy a MEFESZ és a Petőfi Kör tüntetést szervez, Budapestre utazott.
1956 novemberében papírra vetett emlékezése szerint október 23-án Sinkovits Imrével – Gáli Józseffel, Sallai Kornéliával, Csurka Istvánnal, Gyárfás Miklóssal, Csongovai Per Olaffal, Déry Tiborral és a Színművészeti Főiskola más tanáraival és hallgatóival összekarolva vonult.
Este ott volt a Magyar Rádió ostrománál – kezdetben nem hitte, hogy a tömegre lőttek –, a sebesültszállításban és a lőszerrakodásban segédkezett. A Rádió elfoglalását a haladó fiatalok győzelmének ítélte.
Hamarosan egyik szervezője és vezetője lett a Budapest IX. kerületében a Tűzoltó utcában szerveződött fegyveres felkelőcsoportnak. Úgy vélte, hogy a diktatúra elleni felkelés, a függetlenségi harc igazságos, mivel a szocializmus eltorzításával, eltorzítóival szemben tört ki, tehát csak most lesz igazi szocializmus Magyarországon. Mély bizalmatlanságot táplált Maléter Pállal és Nagy Imrével szemben is.
Október 25-én részt vett a szovjet beavatkozás elleni "véres-zászlós tüntetésben". Csolaf barátjával együtt ő érte el, hogy a tömeg a semleges Jugoszlávia és ne az Amerikai Egyesült Államok nagykövetsége előtt tüntessen. Az ezután következő napokban forradalmi verseket, röpiratokat terjesztett és kötszert, élelmet szállított a harcolóknak és a rászorultaknak a Péterfy utcai kórházból. Eközben került kapcsolatba a Tűzoltó utca környékén harcoló felkelőkkel, akik lassan elfogadták parancsnokuknak.
Október 29-én Janza Károly honvédelmi miniszter és később Nagy Imre miniszterelnök is tárgyalt a Corvin köz és a Tűzoltó utcai csoport vezetőivel, köztük Angyallal és Csolaffal. A felkelők elutasították a fegyverletételt, legalábbis a szovjet csapatok kivonulásáig.
Angyal számára ekkor Kádár János volt a hiteles politikus, akit többször is meghívott, hogy látogassa meg a személyesen a Tűzoltó utcai csoportot, hiszen ugyanazon ügyért harcolnak. Támogatta a többpártrendszer bevezetését, mivel úgy vélte, hogy a termelőeszközök magánkézbe kerülése úgysem merülhet fel. Kiáltványt juttatott el a francia és az amerikai nagykövetségre is, amelyben kifejtette, hogy nem csak az 1848–49-es forradalom és szabadságharc, hanem az 1917-es októberi orosz forradalom utódainak is tartják magukat. Ezért november 7-én, a „Nagy Októberi Szocialista Forradalom” évfordulóján, amikor még folyt a harc a szovjetek ellen, a Tűzoltó utcaiak ellenőrizte házakra Angyal a magyar zászlók mellé a vörös zászlót is kitűzette, ezzel azt üzenve a szovjet katonáknak, hogy ők harcolnak a valódi munkásforradalom mellett.
Angyal legnagyobb csalódása az volt, amikor annak a Vörös Hadseregnek a katonái lőttek rá, amelyet ő a forradalom ügyével azonosított. Ezt tetézte a szemében Kádár János viselkedése, amit árulásnak tartott.
Csoportja november 8-án tette le a fegyvert, ezután Angyal a Péterffy Sándor utcai kórházban ellenállásra buzdító röplapokat készített. Az egyik röpcédulán ez állt:
Az árulók között utolsó a sorban: K Á D Á R J Á N O S! Bűnei ezerszer nagyobbak, mint minden elődjének: nemzetirtás, hazaárulás, gyávaság! A halottak nevében, a magyar és orosz nép halottai nevében egyaránt vádoljuk és vonjuk felelősségre Őt és gazdáit, a szovjet kormány felelős vezetőit!
 November 16-án tartóztatták le.
Angyal tiszta egyénisége, hétköznapi becsületessége, következetessége sokak elismerését kiváltotta, és azt is mutatta, hogy a magyarországi sztálinizmus sem tudta eltüntetni a hazai forrásból táplálkozó kommunista gondolatot.

## Halála
Angyal Istvánt a budapesti Gyűjtőfogház udvarán akasztották fel 1958. december 1-jén.

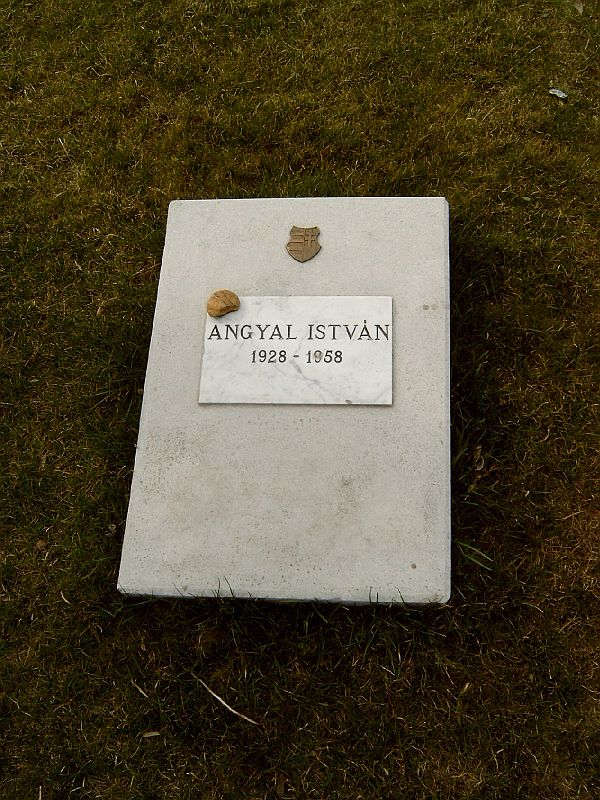
Angyal István sírja Budapesten, az Új köztemetőben lévő 301-es parcellában.

## Utóélete
- A siralomházból barátjához, Eörsi Istvánhoz írt levelét az 1987/1-es Beszélő (szamizdat) folyóirat közölte.[11]
- Budapest IX. kerülete és VIII. kerülete határán, a Corvin köznél park viseli Angyal István nevét.[12]
- Életéről 1996-ban Lugossy István "Angyal István – Tűzoltó utca 1956" címen színes dokumentumfilmet készített, amelyben Eörsi István és Mécs Imre emlékeznek az egykori szabadságharcosra.
- Angyal Istvánról Kornis Mihály Kádárné balladája címmel írt monodrámát. A darab, Angyal vallomása, kihallgatási jegyzőkönyvei és Eörsi István tanulmányai alapján Sólyom András állította össze az Angyal és Kádár című darab szövegkönyvét, amelyet 2006. október 20-án állította színre a Budapesti Kamaraszínház. Az ellene lefolytatott eljárásról Sólyom András 56 villanás címmel dokumentum-játékfilmet is rendezett (2007), amelyben Angyal szerepét Menszátor Héresz Attila játszotta.[13] Az Angyal és Kádár című Kornis-mű egy Kádár Jánosnéval készült interjú-sorozat alapján készült, amelyből kiderült: Kádár János felesége jelen volt Angyal István bírósági tárgyalásán.[14]

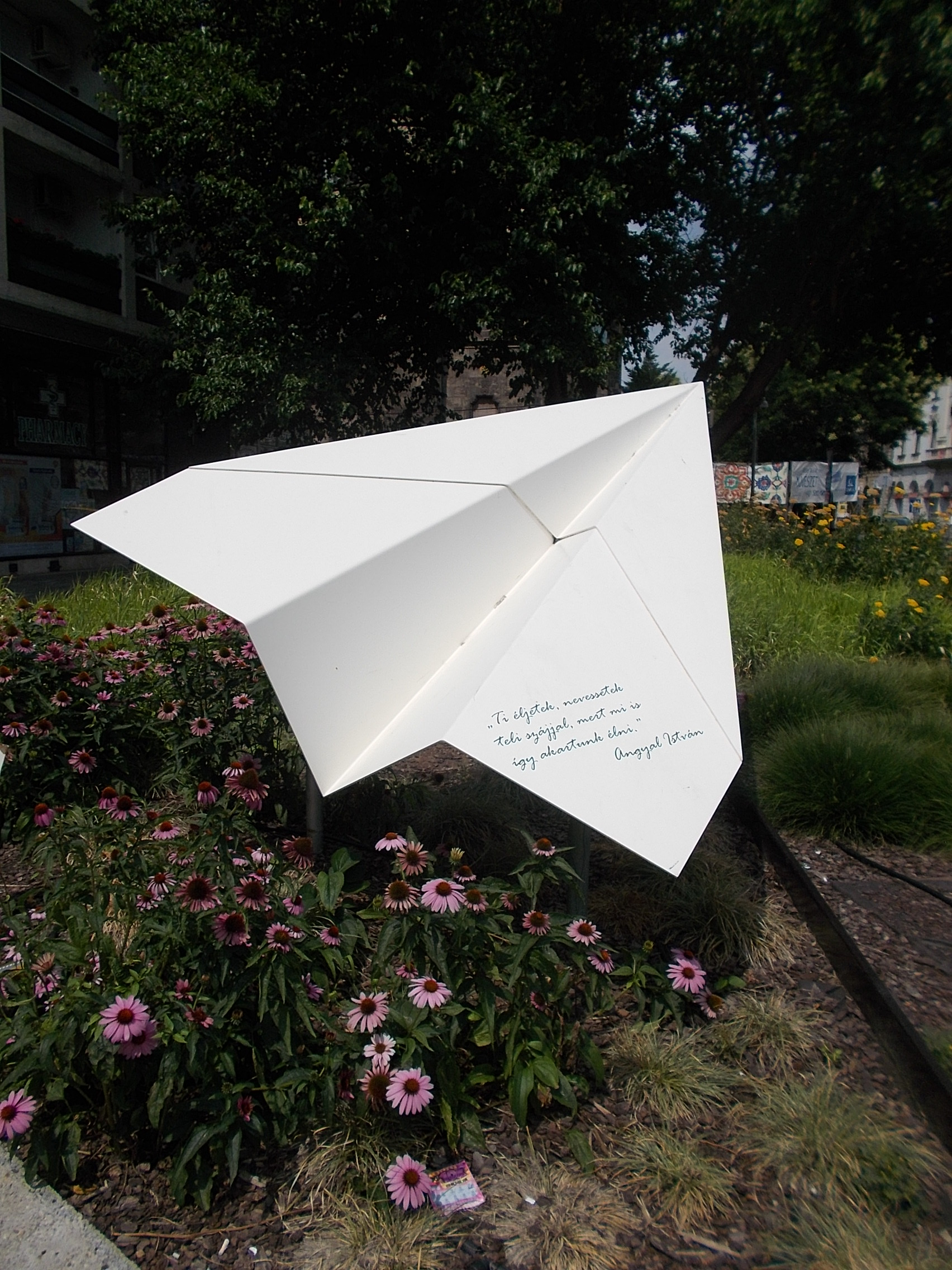
Angyal István emlékműve Budapesten, az Üllői út és a Nagykörút sarkán, az Iparművészeti Múzeumnál
(Tervező: Jánoska Rita Zsófia)

- Ferencváros díszpolgára (1992)[15]